# دینزتون
دینزتون (به انگلیسی: Deanston) یک روستا در اسکاتلند است که در استیرلینگ واقع شده‌است.